# Halsbandtimalia
De halsbandtimalia (Gampsorhynchus torquatus) is een zangvogel uit de familie Pellorneidae.

## Verspreiding en leefgebied
Deze soort komt voor in Zuidoost-Azië en telt drie ondersoorten:
- G. t. torquatus: van zuidelijk Myanmar, noordelijk en westelijk Thailand en zuidelijk China tot noordwestelijk en zuidelijk Laos en centraal en zuidelijk Vietnam.
- G. t. luciae: van zuidoostelijk China tot noordoostelijk en centraal Laos en noordelijk Vietnam.
- G. t. saturatior: Malakka.

## Status
De grootte van de populatie is niet gekwantificeerd maar de soort wordt omschreven als vrij algemeen. Op de Rode lijst van de IUCN heeft deze soort de status niet bedreigd.